# 第27班
第27班（だいにじゅうななはん）は、日本の劇団。尚美学園大学のサークル「劇団SHOW」に所属していたメンバーを中心に結成。2013年活動開始。
深谷晃成の脚本・構成・演出の舞台を上演する演劇集団。 「令和の群像劇団」をキャッチフレーズにし、東京都内を中心に活動している。

## メンバー
- 深谷晃成（ふかたにこうせい、1991年9月23日（33歳） - ） - 脚本、演出
埼玉県出身。第27班主宰。全作品の脚本・演出を担当している。
2013年、尚美学園大学内のサークル「劇団SHOW」の同期である鈴木、髙橋、木村を誘って第27班を立ち上げる。夢は埼玉芸術劇場で公演を打つこと。
- 鈴木研（すずきけん、1992年2月2日（33歳） - ） - 俳優、モデル
旗揚げからほぼ全ての作品に出演している。
岩手県盛岡市出身。身長172cm。O型。株式会社エコーズ所属。
舞台、映画をメインに活動を行う。
主な出演劇団はろりえ、リジッター企画、キ上の空論等。
ファッションブランド「ScoLar(スカラー)」ScoLar Parityのモデルやブライダルモデル等のモデル活動も行っていた。
趣味はNBAを見ることとゲーム。好きなチームはゴールデンステート・ウォリアーズ。好きな選手はステフィン・カリー。
Nintendo switchのスプラトゥーン2にハマっている。
わんこそばを193杯食べた記録を持つ。
3歳から17歳までエレクトーンを習っていた。
- 鈴木あかり（すずきあかり、12月16日 - ） - 俳優、モデル
2017年より第27班に加入。埼玉県出身。身長162cm。プラハ育ち。桐朋学園芸術短期大学 卒業　大学にて舞台監督を経験。
チラシのデザイン、衣装、カメラ撮影も行う。
趣味はカメラ、ファッション、山登り。
2014年から2020年まで芸能事務所AVILLAに所属していた。
舞台の他にCXドラマ「南くんの恋人〜my little lover〜」、CMアフラック、MVなど幅広く活躍している。
2015年より着物の着付けを本格的に学ぶ
2016年よりさいたま市内の中学校の演劇部外部コーチを開始。現在も月に2回ほどの頻度で教えている。
- 佐藤新太（さとうあらた、1993年3月4日（32歳） - ） - 俳優、ダンサー
2018年より第27班に加入。奈良県出身。身長174cm。株式会社エコーズ所属
大阪芸術大学卒業。
舞台や映画の他に、日清食品やロッテのクーリッシュ等のCMにも出演している。
趣味はBBQと温泉。
- 大垣友（おおがきゆう、1989年12月23日（35歳） - ） - 俳優、作曲、ギター
2020年より第27班に加入。
身長165cm、神奈川県出身。
マチルダアパルトマンと兼属している。
他にも劇団THEATER the ROCKETS、キ上の空論、劇団時間制作、劇団献身等の劇団公演に出演している。また、talk about andersonというバンドを組み、ドラムを担当している。
メンバー内の飲み会番長。
- 箸本のぞみ（はしもとのぞみ、1988年12月3日（36歳） - ） - 俳優、ナレーション、タレント
2020年より第27班に加入。163cm。神奈川県出身。趣味は麻雀、イラスト。
2010年に81プロデュースに所属。2018年6月に退所しフリーとなる。
現在は映像・舞台出演をメインに、朗読やナレーションなどでも活動中。
多摩ケーブルネットワークの「てんこもり情報局!西多摩マルかじり」リポーター、
フジテレビ「痛快TVスカッとジャパン」再現VTR などをこなす。
絵本よみきかせマイスターの資格を持っており、未就学児童向けの読み聞かせや、手遊びうたのコンサートなどの活動も行っている。
- もりみさき（もりみさき、1991年10月24日（33歳） - ） - 俳優
2020年より第27班に加入。
しかし、第27班旗揚げ当初から作品には出演している。
東京都出身、身長155cm。
明治大学卒業後、舞台をメインに活動している。
小学3年生から大学4年生まで空手を習っていた。
- 高橋沙樹（たかはしさき、1991年5月19日（34歳） - ） - 俳優、ナレーション
第27班旗揚げメンバー。
天性の歌声を持ち、劇中に歌を披露するシーンも少なくない。現在活動休止中。作品にはナレーションなどで参加している。

## 略歴
- 埼玉県、川越市にある尚美学園大学にてともに活動していた深谷晃成（主宰・演出）と鈴木研、高橋沙樹、木村延生が2013年に結成。現在は8名で活動中。
- 2013年8月、SAF学生演劇祭vol.7にて短編作品として初の最優秀賞を受賞。
- 2014年3月　道頓堀大阪学生演劇祭vol.7にて最優秀賞、ダンスパフォーマンス賞、ザ・プラン9賞等計5部門受賞。
- 2018年6月　本公演8つめ「コーラボトルベイビーズ」にて初の下北沢進出[1]。
- 2019年3月　「平成の群像劇団」だった第27班平成最後の作品「蛍」を上演する[2]。
- 2019年8月MITAKA "Next"Selection 20thに参加。三鷹市芸術文化センター星のホールにて、「潜狂」[3]を上演する。
- 2020年、若手演出家コンクールにて、主催の深谷晃成が最優秀賞を受賞する[4]。
- 現在、長編作品を上演する＜本公演＞と「安い、近い、多い」をコンセプトに1つのステージにて30～1時間程度の中短編作品をグループに分け上演する＜キャビネット公演＞の2つの公演を企画。

## 公演作品
- 2013年　8月6日、12日、13日
シアターグリーン学生演劇祭vol.7参加作品「希望人の海から」
@シアターグリーン BASE THEATER
- 2013年　12月13日～15日
本公演1つめ「morning sun...」
@北池袋新生館シアター
- 2014年　3月14日～16日
道頓堀学生演劇祭vol.7参加作品
本公演2つめ「3月のmorning sun...」
@大阪道頓堀ZAZA
- 2014年　11月19日～24日
本公演3つめ「.01秒を歩くスイミーの祭典」
@阿佐ヶ谷アルシェ
- 2015年2月28日～3月8日
キャビネット公演vol.1
「抱きたい君への陳情書」
@新宿シアター・ミラクル
- 2015年4月29日～5月6日
本公演4つめ　「愛し平成、また昇る」
@シアターグリーン BASE THEATER
- 2015年7月8日〜14日
Mrs.fictions主催
15 Minutes Made 参加作品 「夏の灯り」
@花まる学習館王子小劇場
- 2015年8月29日～9月6日
キャビネット公演vol.2 「平成舞姫」
@新宿シアター・ミラクル
  - 2016年4月15日～24日

本公演5つめ　「10歳が僕たちを見ている」
@アトリエヘリコプター
- 2016年8月27日～9月4日
キャビネット公演vol.3 「耳の奥で王様が笑う」
@新宿シアター・ミラクル
- 2016年12月9日〜21日
番外公演『どこまでも行けるのさ』
@新宿眼科画廊スペースO
- 2017年5月10日～14日
本公演6つめ　「morning sun 晩夏/初春」
@中野テアトルBONBON
- 2017年8月26日～9月3日
キャビネット公演vol.4 「おやすみ、また明日、愛してるよ」
@新宿シアター・ミラクル
- 2018年2月24日〜3月4日
本公演7つめ　「どうしよう 孤独だ 困ったな」
@アトリエヘリコプター
- 2018年6月22日〜27日
本公演8つめ　「コーラボトルベイビーズ」
@下北沢駅前劇場
- 2018年10月26日〜11月6日
キャビネット公演recommend 「こどものうた」
@新宿シアターミラクル
- 2019年3月20日〜24日
本公演9つめ　「蛍」
@萬劇場
- 2019年8月23日〜9月1日
MITAKA "Next"Selection 20th参加作品
本公演-10- 「潜狂」
@三鷹市芸術文化センター星のホール[5]
- 2020年1月1日〜7日
本公演-11- 「下品なジョン・ドー 笑顔のベティ・ドー」
@スタジオ空洞
- 2020年3月3日、7日
若手演出家コンクール2019参加作品「ゴーストノート」
@下北沢・劇小劇場
- 2021年3月8日〜14日
若手演出家コンクール2019年度　最優秀賞受賞記念公演「ゴーストノート」「西には悪い魔女がいる」
@下北沢・劇小劇場